# SWI-Prolog
SWI-Prolog is een open source implementatie van de logische programmeertaal Prolog en het is beschikbaar onder de LGPL. Het is met name ontwikkeld door Jan Wielemaker aan de Universiteit van Amsterdam. De ontwikkeling van het programma begon in 1987. Er zijn allerlei packages beschikbaar evenals XPCE, een grafische gebruikersomgeving (GUI) voor Prolog en uitgebreide documentatie. Het wordt tegenwoordig veel gebruikt bij onderwijs en onderzoek maar ook voor commerciële applicaties.
De afkorting SWI is afkomstig van Sociaal-Wetenschappelijke Informatica, de groep waar Jan Wielemaker werkt. De naam van deze groep is tegenwoordig Human-Computer Studies (HCS).